# Motorrad-Weltmeisterschaft

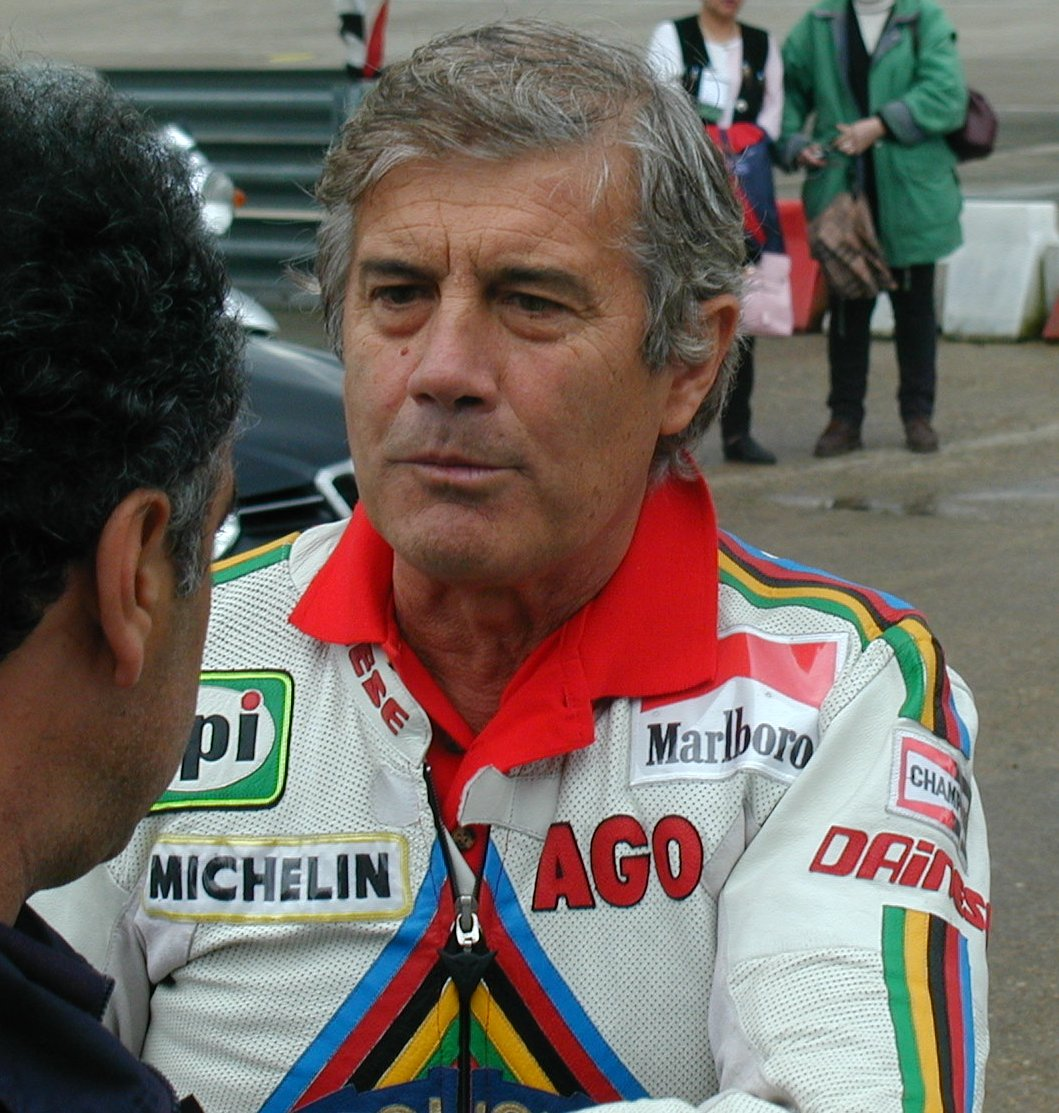
Giacomo Agostini, mit 15 Titeln Rekordweltmeister der Motorrad-WM.

Motorrad-Weltmeisterschaft ist ursprünglich die vom Weltverband FIM im Jahr 1949 erstmals ausgeschriebene Weltmeisterschaft für Straßenmotorräder. Es werden Weltmeistertitel in den drei Prototypenklassen MotoGP, Moto2 und Moto3 vergeben. Die einzelnen Klassen sind durch Hubraum, Zylinderzahl, Arbeitsweise und Gewicht definiert.
Obwohl ursprünglich vorwiegend als Straßenrennen auf temporär abgesperrten öffentlichen Straßen ausgetragen, finden die Weltmeisterschaftsläufe für Straßenmotorrad-Prototypen seit 1991 ausschließlich auf sicherheitstechnisch optimierten Rundstrecken statt. Neben dem heutigen Prototypenformat gibt es im Motorradsport unter anderem Weltmeisterschaften für seriennahe Straßenmotorräder wie die Superbike- und Supersport-Weltmeisterschaft, Motocross, Enduro, Trial, Speedway und Eisspeedway.

## Geschichte

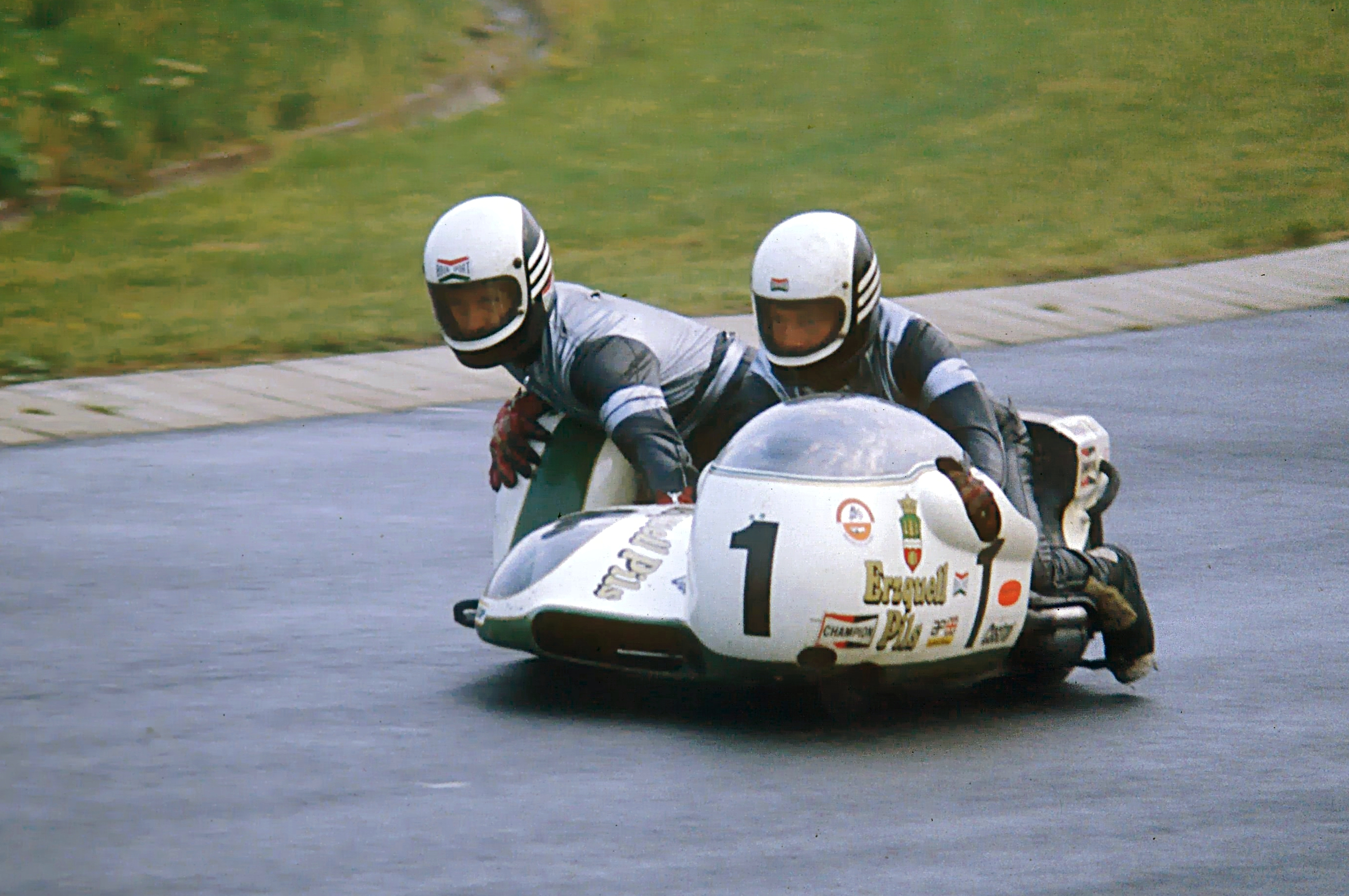
Steinhausen/Huber 1976

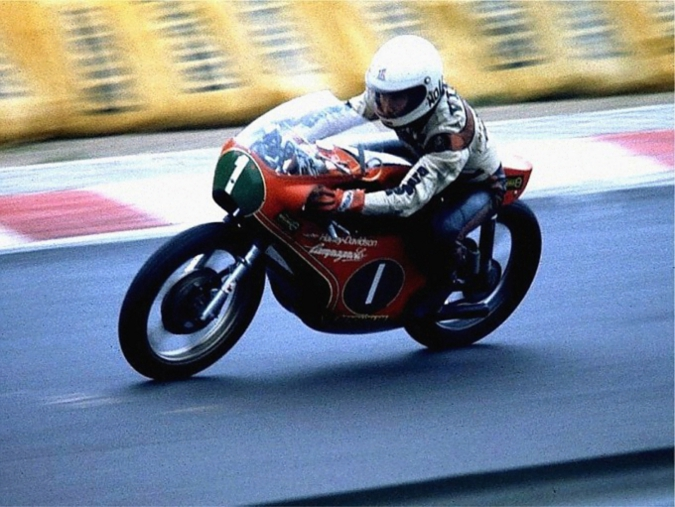
Walter Villa, 1976 Weltmeister auf Aermacchi (Harley-Davidson)

Lange Jahre wurden Rennen in den Hubraum-Klassen 50 cm³ bzw. 80 cm³, 125 cm³, 250 cm³, 350 cm³ und 500 cm³ bei den Solo-Maschinen sowie 500 cm³ bei den Seitenwagen ausgetragen. In den 1950er-Jahren dominierten englische und italienische Marken mit Viertaktmotoren. Auch die süddeutsche Marke NSU errang Weltmeistertitel. Von 1957 bis 1973 war MZ mit Zweitakt-Maschinen in den Hubraumklassen 125 cm³, 250 cm³, 350 cm³ die führende deutsche Marke im internationalen Motorradrennsport. Allerdings war der MZ-Rennstall bei Weltmeisterschaftsrennen in NATO-Staaten wegen des Alleinvertretungsanspruchs der Bundesrepublik Deutschland in den 1960er-Jahren aus politischen Gründen von der Teilnahme ausgeschlossen. Deshalb war es auch den besten Fahrern nicht möglich, eine Markenweltmeisterschaft auf MZ zu erreichen.
Anfang der 1970er-Jahre lösten die Zweitaktmaschinen meist japanischer Herkunft auch in der Königsklasse bis 500 cm³ die bis dahin dominierenden Viertakter aus Europa ab. So wechselte 1974 Giacomo Agostini nach 13 Weltmeistertiteln in Folge bei den 350ern und 500ern von der italienischen Marke MV Agusta zu Yamaha und errang damit den ersten 500er-WM-Titel für die Zweitaktmaschinen, die in den folgenden Jahrzehnten die Viertakter völlig verdrängten. Trotzdem gelang dem inzwischen 15-maligen Weltmeister Giacomo Agostini 1976 noch ein Sieg auf der Viertakt-MV-Agusta, und zwar auf der fahrerisch anspruchsvollen Nordschleife des Nürburgrings.
Von 1949 bis 1976 zählte die Tourist Trophy auf der Insel Isle of Man zur Motorrad-Straßenweltmeisterschaft. Der Kurs wurde u. a. aus dem Programm genommen, nachdem Giacomo Agostini 1972 wegen des tödlichen Unfalls des in Führung liegenden Gilberto Parlotti im Rennen der Klasse bis 125 cm³ erklärte, nie wieder auf der gefährlichen Strecke zu fahren. Zwischen 1977 und 1989 wurde die Formula TT in drei Hubraumklassen als offizielle Weltmeisterschaft unter dem Dach der FIM ausgetragen, um die Aberkennung des WM-Status der Tourist Trophy auszugleichen und gleichzeitig Rennen mit seriennahen Maschinen populärer zu machen.
1984 wurde die 50er „Schnapsglas“-Klasse durch die 80-cm³-Klasse ersetzt; die 350er-Klasse wurde bereits ab 1983 ersatzlos gestrichen. Dadurch bleibt der Deutsche Toni Mang aus Inning am Ammersee, der auch mehrere 250er-Titel errang, ewiger Weltmeister in dieser Klasse. Der klassische Start mit Anschieben der Motorräder wurde Ende der 1980er-Jahre durch einen stehenden Start mit laufenden Motoren ersetzt.
1990 wurden die 80er und 1997 auch noch die Seitenwagen-Rennmaschinen aus dem WM-Programm genommen, sodass bis 2001 die Weltmeisterschaft nur in den Hubraum-Klassen 125 cm³, 250 cm³ und 500 cm³ ausgetragen wurde. Die Hersteller störte es zunehmend, dass sie für die Weltmeisterschaftsrennen die aus Umweltgründen nicht mehr zeitgemäßen Zweitaktmotoren weiterentwickeln mussten, um konkurrenzfähig zu bleiben, während große Motorräder für die Straße längst ausschließlich mit Viertaktmotoren fuhren. Ein Versuch Hondas, Ende der 1970er-Jahre mit der NR500 noch einmal einen konkurrenzfähigen Viertakter zu etablieren, scheiterte.

Logo der MotoGP-Klasse

Seit 1988 hatte sich parallel die Superbike-Weltmeisterschaft etabliert, wo mit seriennahen Motorrädern fast so schnell gefahren wurde wie mit den noch leistungsstärkeren und leichteren 500er Grand-Prix-Maschinen. Zur Saison 2002 wurde auf Druck der japanischen Hersteller, insbesondere Honda, die 500er-Klasse durch die MotoGP ersetzt. Ein neues Regelwerk erlaubte bzw. forderte nun Viertaktmotoren mit maximal 990 cm³. Diese Regelung wurde ab der Saison 2007 erneut angepasst und der zulässige maximale Hubraum auf 800 cm³ limitiert. Analog zur Formel 1 müssen diese MotoGP-Maschinen speziell für Rennen entwickelte Prototypen sein, die wegen der Abgrenzung zu den Superbikes nicht von Serienmaschinen abgeleitet sind. Die ersten vier Jahre der MotoGP dominierte der Italiener Valentino Rossi.
Ab der Saison 2010 wurde die 250-cm³-Klasse, in der Zwei- und Viertakter bis 250 cm³ zugelassen waren, von der Moto2-Klasse abgelöst, in der Viertaktmaschinen mit anfangs maximal 600 und ab 2019 maximal 765 cm³ Hubraum an den Start gehen. Zur Saison 2012 löste analog dazu die Moto3-Klasse mit ihren 250er-Viertaktern die 125-cm³-Klasse ab. Außerdem wurde der maximal zulässige Hubraum der MotoGP-Klasse auf 1000 cm³ erhöht.

## Reglement
Das Reglement der Motorrad-Weltmeisterschaft ist auf der Internetseite der FIM verfügbar.

## Punkteverteilung
Weltmeister werden diejenigen Fahrer, Hersteller bzw. Teams, die am Saisonende die meisten Punkte in der Weltmeisterschaft gesammelt haben. Bei der Punkteverteilung werden die Platzierungen im Gesamtergebnis des jeweiligen Rennens berücksichtigt. Die fünfzehn erstplatzierten Fahrer jedes Rennens erhalten Punkte nach folgendem Schema:
| Punkteverteilung | Punkteverteilung | Punkteverteilung | Punkteverteilung | Punkteverteilung | Punkteverteilung | Punkteverteilung | Punkteverteilung | Punkteverteilung | Punkteverteilung | Punkteverteilung | Punkteverteilung | Punkteverteilung | Punkteverteilung | Punkteverteilung | Punkteverteilung |
| ---------------- | ---------------- | ---------------- | ---------------- | ---------------- | ---------------- | ---------------- | ---------------- | ---------------- | ---------------- | ---------------- | ---------------- | ---------------- | ---------------- | ---------------- | ---------------- |
| Platz            | 1                | 2                | 3                | 4                | 5                | 6                | 7                | 8                | 9                | 10               | 11               | 12               | 13               | 14               | 15               |
| Punkte           | 25               | 20               | 16               | 13               | 11               | 10               | 9                | 8                | 7                | 6                | 5                | 4                | 3                | 2                | 1                |

In der MotoGP-Klasse wird zudem an jedem Rennwochenende am Samstag vor dem sonntäglichen Hauptrennen ein Sprintrennen ausgefahren. Die neun erstplatzierten Fahrer jedes Sprintrennen erhalten Punkte nach folgendem Schema:
| Punkteverteilung | Punkteverteilung | Punkteverteilung | Punkteverteilung | Punkteverteilung | Punkteverteilung | Punkteverteilung | Punkteverteilung | Punkteverteilung | Punkteverteilung |
| ---------------- | ---------------- | ---------------- | ---------------- | ---------------- | ---------------- | ---------------- | ---------------- | ---------------- | ---------------- |
| Platz            | 1                | 2                | 3                | 4                | 5                | 6                | 7                | 8                | 9                |
| Punkte           | 12               | 9                | 7                | 6                | 5                | 4                | 3                | 2                | 1                |

## Rekorde

### Erfolgreichste Fahrer
- siehe Liste der Motorrad-WM-Fahrer mit den meisten Grand-Prix-Siegen

### Erfolgreichste Hersteller (Solo-Grand-Prix-Siege)
(Stand: Großer Preis von Frankreich, 12. Mai 2024)

Aufgelistet werden hier die Hersteller mit mindestens 50 Siegen.
|     | Hersteller | Grand-Prix-Siege | MotoGP | Moto2 | 500 cm³ | 350 cm³ | Moto3 | 250 cm³ | 125 cm³ | 80 cm³ | 50 cm³ |
| --- | ---------- | ---------------- | ------ | ----- | ------- | ------- | ----- | ------- | ------- | ------ | ------ |
| 1.  | Honda      | 813              | 157    |       | 156     | 35      | 81    | 207     | 164     |        | 13     |
| 2.  | Yamaha     | 517              | 122    |       | 120     | 63      |       | 165     | 47      |        |        |
| 3.  | Aprilia    | 298              | 4      |       |         |         |       | 143     | 151     |        |        |
| 4.  | MV Agusta  | 275              |        |       | 139     | 76      |       | 26      | 34      |        |        |
| 5.  | Suzuki     | 162              | 8      |       | 89      |         |       |         | 35      |        | 30     |
| 6.  | Kalex      | 110              |        | 107   |         |         | 3     |         |         |        |        |
| 7.  | Derbi      | 107              |        |       |         |         |       | 1       | 64      | 25     | 17     |
| 8.  | KTM        | 106              |        | 14    |         |         | 92    |         |         |        |        |
| 9.  | Kawasaki   | 85               |        |       | 2       | 28      |       | 45      | 10      |        |        |
| 10. | Ducati     | 79               | 79     |       |         |         |       |         |         |        |        |
| 11. | Kreidler   | 71               |        |       |         |         |       |         |         |        | 71     |
| 12. | Gilera     | 59               |        |       | 35      | 4       |       | 12      | 8       |        |        |
| 13. | Garelli    | 51               |        |       |         |         |       |         | 44      |        | 7      |

- siehe auch Liste der Konstrukteursweltmeister im Motorradstraßenrennsport

## Einzigartiges

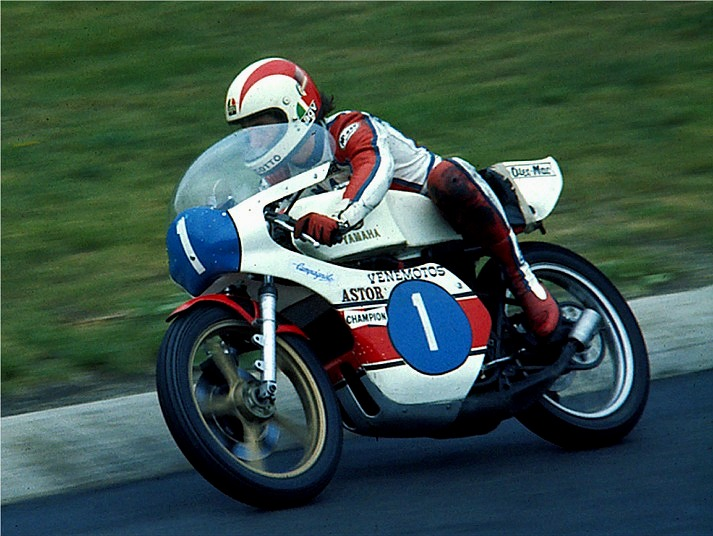
Cecotto 1976 auf dem Nürburgring

- John Surtees ist bis heute der einzige Fahrer, der Weltmeistertitel in den Klassen bis 350 cm³, bis 500 cm³ der Motorrad-WM und in der Formel 1 gewann (1964). Nur drei andere Motorrad-Weltmeister fuhren in der Formel 1: Nello Pagani, Mike Hailwood und Johnny Cecotto.
- Valentino Rossi ist der einzige Motorrad-Rennfahrer, der Weltmeistertitel in vier verschiedenen Klassen gewann (125 cm³, 250 cm³, 500 cm³ und MotoGP)
- Loris Capirossi ist der zweite Motorrad-Rennfahrer, der den Weltmeistertitel in seiner ersten Saison gewann, 1990. Vor ihm gewann 1975 Johnny Cecotto den Titel in der 350er-Klasse.
- Drei Fahrern gelang es bisher einen Weltmeisterschaftstitel zu erlangen, ohne in der entsprechenden Saison ein einziges Rennen zu gewinnen. George O’Dell wurde 1977 Seitenwagen-Weltmeister, Manuel Herreros erlangte 1989 den letzten 80-cm³-Titel (danach wurde die Serie abgeschafft) und Emilio Alzamora erhielt 1999 den Weltmeistertitel in der 125-cm³-Klasse.
- Rupert Hollaus ist der bisher einzige postume Weltmeister. 1954 verunglückte er auf NSU als bereits feststehender Weltmeister der 125-cm³-Klasse beim Training zum Großen Preis der Nationen in Monza tödlich.
- Luigi Taveri ist der einzige Motorrad-Rennfahrer, der in allen Klassen seiner aktiven Rennfahrerkarriere (50 cm³, 125 cm³, 250 cm³, 350 cm³, 500 cm³ und Sidecar) Punkte erringen konnte.
- 1985 gelang es Freddie Spencer als bisher einzigem Fahrer, den Weltmeistertitel der 250-cm³-Klasse und der 500-cm³-Klasse in einem Jahr zu gewinnen.
- Das Rennen der MotoGP-Klasse beim Großen Preis von Spanien 2017 in Jerez war der 3000. WM-Lauf in der Geschichte der Weltmeisterschaft.[2]

## Frauen in der Weltmeisterschaft
- Inge Stoll (Deutschland) ist die erste Frau, die WM-Punkte errang. Von 1952 bis 1957 nahm sie als Beifahrerin in einem Norton-Gespann an den Seitenwagen-Rennen der Motorrad-WM teil.
- Gina Bovaird ist die einzige Motorradrennfahrerin, die in der 500-cm³-Klasse startete. Sei nahm am Großen Preis von Frankreich 1982 teil und schied dabei aus.
- Katja Poensgen ist die einzige Motorradrennfahrerin, die in der 250-cm³-Klasse Punkte einfuhr. Sie startete in den Saisons 2001 und 2003 und wurde 2001 beim Italienischen Grand Prix in Mugello 14.
- Taru Rinne sammelte 1988 und 1989 insgesamt 25 Punkte in der 125-cm³-Klasse. Sie war Zweitschnellste im Training zum 1989er Grand Prix von Deutschland.
- Tomoko Igata sammelte 1994 und 1995 insgesamt 30 Punkte in der 125-cm³-Klasse (1994 und 1995)

## Strecken, auf denen WM-Läufe stattfinden/stattfanden
| Land              | Strecke                                                                                 | Stadt                      | Zeitraum |
| ----------------- | --------------------------------------------------------------------------------------- | -------------------------- | --- |
| Argentinien       | Autódromo Oscar Alfredo Gálvez                                                          | Buenos Aires               | 1961–1963, 1981, 1982, 1987, 1994, 1995, 1998, 1999                                                            |
| Argentinien       | Autódromo Termas de Río Hondo                                                           | Termas de Río Hondo        | 2014–2023, 2025                                                                                                |
| Australien        | Eastern Creek Raceway                                                                   | Sydney                     | 1991–1996 |
| Australien        | Phillip Island Circuit                                                                  | Phillip Island             | 1989, 1990, seit 1997                                                                                          |
| Belgien           | Circuit Zolder                                                                          | Zolder                     | 1980 |
| Belgien           | Circuit de Spa-Francorchamps                                                            | Spa                        | 1949–1990 |
| Brasilien         | Autódromo Internacional Ayrton Senna                                                    | Goiânia                    | 1987–1989 |
| Brasilien         | Autódromo José Carlos Pace                                                              | São Paulo                  | 1992 |
| Brasilien         | Autódromo Internacional Nelson Piquet                                                   | Rio de Janeiro             | 1995–1997, 1999–2004                                                                                           |
| China             | Shanghai International Circuit                                                          | Shanghai                   | 2005–2008 |
| Deutschland       | Hockenheimring                                                                          | Hockenheim                 | 1957, 1959, 1961, 1963, 1966, 1967, 1969, 1971, 1973, 1975, 1977, 1979, 1981–1983, 1985, 1987, 1989, 1991–1994 |
| Deutschland       | Nürburgring (Nordschleife)                                                              | Nürburg                    | 1955, 1958, 1970, 1972, 1974, 1976, 1978, 1980                                                                 |
| Deutschland       | Nürburgring (Südschleife)                                                               | Nürburg                    | 1965, 1968 |
| Deutschland       | Nürburgring (Grand-Prix-Kurs)                                                           | Nürburg                    | 1984, 1986, 1988, 1990, 1995–1997                                                                              |
| Deutschland       | Schottenring                                                                            | Schotten                   | 1953 |
| Deutschland       | Solitude                                                                                | Stuttgart-Solitude         | 1952, 1954, 1956, 1960, 1962, 1964                                                                             |
| DDR / Deutschland | Sachsenring                                                                             | Hohenstein-Ernstthal       | 1961–1972, seit 1998                                                                                           |
| Finnland          | Imatra                                                                                  | Imatra                     | 1964–1982 |
| Finnland          | Pyynikki                                                                                | Tampere                    | 1962, 1963 |
| Frankreich        | Circuit des Planques                                                                    | Albi                       | 1951 |
| Frankreich        | Circuit de Charade                                                                      | Clermont-Ferrand           | 1959–1967, 1972, 1974                                                                                          |
| Frankreich        | Circuit de Nevers Magny-Cours                                                           | Magny-Cours                | 1992 |
| Frankreich        | Circuit de Reims-Gueux                                                                  | Reims                      | 1954, 1955 |
| Frankreich        | Circuit Paul Armagnac                                                                   | Nogaro                     | 1978, 1982 |
| Frankreich        | Circuit Paul Ricard                                                                     | Le Castellet               | 1973, 1975, 1977, 1980–1981, 1984, 1986, 1988, 1991, 1996–1999                                                 |
| Frankreich        | Circuit Bugatti                                                                         | Le Mans                    | 1969–1970, 1976, 1979, 1983, 1985, 1987, 1989–1990, 1994–1995, seit 2000                                       |
| Frankreich        | Rouen-les-Essarts                                                                       | Rouen                      | 1953, 1954, 1965                                                                                               |
| Großbritannien    | Donington Park Circuit                                                                  | Castle Donington           | 1987–2009 |
| Großbritannien    | Silverstone Circuit                                                                     | Silverstone                | 1977–1986, seit 2010                                                                                           |
| Katar             | Losail International Circuit                                                            | Doha                       | seit 2004 |
| Indien            | Buddh International Circuit                                                             | Greater Noida              | 2023 |
| Indonesien        | Sentul International Circuit                                                            | Citeureup                  | 1996–1997 |
| Indonesien        | Mandalika International Street Circuit                                                  | Lombok                     | seit 2022 |
| Isle of Man       | Snaefell Mountain Course                                                                | Douglas                    | 1949–1976 |
| Isle of Man       | Clypse Course                                                                           | Douglas                    | 1954–1959 |
| Italien           | Autodromo Enzo e Dino Ferrari                                                           | Imola                      | 1969, 1972, 1974, 1975, 1977, 1979, 1981, 1983, 1988, 1989, 1996–1999                                          |
| Italien           | Autodromo Internazionale del Mugello                                                    | Mugello                    | 1976, 1978, 1982, 1984, 1985, seit 1991                                                                        |
| Italien           | Autodromo Nazionale di Monza                                                            | Monza                      | 1949–1968, 1970, 1971, 1972, 1983, 1986, 1987                                                                  |
| Italien           | Autodromo di Santamonica / Misano World Circuit / Misano World Circuit Marco Simoncelli | Misano Adriatico           | 1980, 1982, 1984–1987, 1989–1991, 1993, seit 2007                                                              |
| Japan             | Fuji Speedway                                                                           | Oyama                      | 1966, 1967 |
| Japan             | Suzuka International Racing Course                                                      | Suzuka                     | 1963–1965, 1987–1998, 2000–2003                                                                                |
| Japan             | Twin Ring Motegi                                                                        | Motegi                     | seit 1999 |
| Jugoslawien       | Preluk                                                                                  | Opatija                    | 1969, 1970, 1972–1977                                                                                          |
| Jugoslawien       | Automotodrom Grobnik                                                                    | Rijeka                     | 1978–1990 |
| Kanada            | Mosport International Raceway                                                           | Bowmanville                | 1967 |
| Malaysia          | Shah Alam Circuit                                                                       | Shah Alam                  | 1991–1997 |
| Malaysia          | Johor Circuit                                                                           | Pasir Gudang               | 1998 |
| Malaysia          | Sepang International Circuit                                                            | Sepang                     | seit 1999 |
| Niederlande       | TT Circuit Assen                                                                        | Assen                      | seit 1949 |
| Nordirland        | Clady Circuit                                                                           | Clady                      | 1949–1952 |
| Nordirland        | Dundrod Circuit                                                                         | Dundrod                    | 1952–1971 |
| Österreich        | A1-Ring / Red Bull Ring                                                                 | Spielberg                  | 1996, 1997, seit 2016                                                                                          |
| Österreich        | Salzburgring                                                                            | Salzburg                   | 1971–1979, 1981–1991, 1993, 1994                                                                               |
| Portugal          | Circuito do Estoril                                                                     | Estoril                    | 2000–2012 |
| Portugal          | Autódromo Internacional do Algarve                                                      | Portimão                   | seit 2020 |
| Schweden          | Hedemora TT Circuit                                                                     | Hedemora                   | 1958 |
| Schweden          | Karlskoga Motorstadion                                                                  | Karlskoga                  | 1978, 1979 |
| Schweden          | Råbelövsbanan                                                                           | Kristianstad               | 1959, 1961 |
| Schweden          | Scandinavian Raceway                                                                    | Anderstorp                 | 1971–1977, 1981–1990                                                                                           |
| Schweiz           | Bremgarten                                                                              | Bern                       | 1949, 1951–1954                                                                                                |
| Schweiz           | Circuit des Nations                                                                     | Genf                       | 1950 |
| Spanien           | Circuit de Catalunya / Circuit de Barcelona-Catalunya                                   | Barcelona                  | seit 1991 |
| Spanien           | Circuit Ricardo Tormo                                                                   | Valencia                   | 1999–2023, ab 2025                                                                                             |
| Spanien           | Circuito de Jerez                                                                       | Jerez de la Frontera       | seit 1987 |
| Spanien           | Circuito del Jarama                                                                     | San Sebastián de los Reyes | 1969, 1971, 1973, 1975, 1977–1988, 1991, 1993, 1998                                                            |
| Spanien           | Circuit de Montjuïc                                                                     | Barcelona                  | 1950–1968, 1970, 1972, 1974, 1976                                                                              |
| Spanien           | Motorland Aragón                                                                        | Alcañiz                    | seit 2010 |
| Südafrika         | Kyalami Grand Prix Circuit                                                              | Johannesburg               | 1983–1985, 1992                                                                                                |
| Südafrika         | Phakisa Freeway                                                                         | Welkom                     | 1999–2004 |
| Thailand          | Chang International Circuit                                                             | Buri Ram                   | seit 2018 |
| Tschechien        | Automotodrom Brno                                                                       | Brünn                      | 1993–2020, ab 2025                                                                                             |
| Tschechoslowakei  | Masaryk-Ring                                                                            | Brünn                      | 1965–1982 |
| Tschechoslowakei  | Automotodrom Brno                                                                       | Brünn                      | 1987–1991 |
| Türkei            | Istanbul Park Circuit                                                                   | Istanbul                   | 2005–2007 |
| Ungarn            | Hungaroring                                                                             | Budapest                   | 1990, 1992 |
| Ungarn            | Balaton Park Circuit                                                                    | Balatonfőkajár             | ab 2025 |
| USA               | Circuit of The Americas                                                                 | Austin                     | seit 2013 |
| USA               | Daytona International Speedway                                                          | Daytona Beach              | 1964, 1965 |
| USA               | Indianapolis Motor Speedway                                                             | Speedway                   | 2008–2015 |
| USA               | Laguna Seca Raceway                                                                     | Monterey                   | 1988–1991, 1993, 1994, 2005–2013                                                                               |
| Venezuela         | San Carlos                                                                              | San Carlos                 | 1977–1979 |